# دی‌اتیل‌روی
دی‌اتیل‌روی (به انگلیسی: Diethylzinc) با فرمول شیمیایی (C۲H۵)۲Zn یک ترکیب شیمیایی است. که جرم مولی آن ۱۲۳٫۵ g/mol می‌باشد. 